# Adolf von Arnim (Sportfunktionär)
Adolf Friedrich Heinrich Graf von Arnim (* 31. März 1875 in Berlin; † 30. April 1931 in Bühlerhöhe) war ein deutscher Sportfunktionär und Standesherr von Muskau.

## Leben
Von Arnim war der Sohn von Georg Werner Graf von Arnim (1845–1881) und Caroline, geb. Gräfin von Bismarck-Bohlen (* 31. März 1851; † 12. Oktober 1912). Seine Mutter hatte nach dem 1881 erfolgten Tod ihres Mannes ihren Schwager, den Reichstagsabgeordneten und Inhaber der Freien Standesherrschaft Muskau in der Oberlausitz, Traugott Hermann Graf von Arnim (1839–1919) geheiratet.
Er studierte in Heidelberg, Halle und Berlin Jura. In Heidelberg wurde er 1895 Mitglied des Corps Saxo-Borussia. Er nahm am Ersten Weltkrieg als Offizier in einem Kavallerieregiment teil.
Nach dem Tod seines Stiefvaters folgte Adolf von Arnim 1919 im Besitz der Standesherrschaft Muskau, die er trotz politischer und ökonomischer Schwierigkeiten bis zu seinem Tod erfolgreich führte und bewirtschaftete.
Neben der Verwaltung seines ererbten Besitzes widmete er sich der Pferdezucht und unterhielt einen eigenen Rennstall. Er spielte Golf und errichtete im Schlosspark eine 9-Loch-Anlage. Er war auch als amtlicher Sportfunktionär tätig; so war er von 1913 bis 1919 Mitglied des Internationalen Olympischen Komitees, Präsident des Union-Klub von 1923 bis 1931 und des Automobilclubs von Deutschland sowie des Berliner Rennvereins von 1926 bis 1931. Er war außerdem von 1923 bis 1928 Präsident der Oberlausitzischen Gesellschaft der Wissenschaften. Englischen Zeitungen zufolge galt er als first gentleman in Prussia.
Er starb im Sanatorium Bühlerhöhe. Er war seit 1902 mit der Schriftstellerin Sophie von Arnim, geb. Gräfin zur Lippe-Weißenfeld (1876–1949) verheiratet und hinterließ eine Tochter und drei Söhne, von denen der Älteste Hermann Graf von Arnim-Muskau (1903–1997) die Standesherrschaft Muskau erbte, zu einer Waldgutstiftung umgestaltete und bis zur Enteignung 1945 bewirtschaftete.